# Derek Meyers
Pour les articles homonymes, voir Meyers.
Derek Meyers, né le 4 septembre 1977 à Regina (Saskatchewan) et mort le 28 mars 2023,, est un homme politique provincial canadien de la Saskatchewan.
Il a représenté la circonscription de Regina Walsh Acres à titre de député du Parti saskatchewanais de 2020 jusqu'à son décès.